# Cray X2
Cray X2 это узел с векторными процессорами для массово-параллельного гибридного суперкомпьютера Cray XT5h, разработанный компанией Cray и выпущенный на рынок в 2007 году.
X2 разрабатывался под кодовым названием Black Widow, и изначально предполагалось создать на его основе отдельную суперкомпьютерную систему, которая бы стала преемником векторного параллельного суперкомпьютера Cray X1. Однако в конце концов X2 запустили как опцию для гибридной системы XT5h, в которую X2 устанавливался как блейд-узел и дополнял базовый суперкомпьютер XT5 функциями векторных вычислений. Цель такого шага - предоставить покупателям гибкость комплектования суперкомпьютерной системы XT5 под конкретные специфические вычисления.
На одном блейде Cray X2 размещались два вычислительных узла, на каждом из которых было расположено 4 векторных процессора, связанных в симметричный мультипроцессор, и от 32 до 64 Гб ОЗУ. Процессоры работали на частоте 1.3 ГГц, имели 8 векторных конвейеров, 512 Кб кэш второго уровня и 8 Мб - кэш третьего уровня. Пиковая вычислительная мощность каждого процессора составляла 25,6 Гфлопс, а каждого узла - более 100 Гфлопс. Процессоры X2 соединялись в топологию «fat tree» с помощью роутеров YARC. С другими узлами системы XT5h узлы X2 соединялись с помощью сетевого соединения «SeaStar2+». В кажой стойке можно было поместить 16 блейдов с общим числом процессоров в стойке - 128. В системе XT5h можно было установить до 256 блейдов X2.